# برنشتاین (آلمان)
برنشتاین (به آلمانی: Bärenstein) یک شهر در آلمان است که در ارتسگبیرگسکرایس واقع شده‌است. برنشتاین ۲٬۶۸۴ نفر جمعیت دارد.

## خواهرخوانده
شهر پلانگ خواهرخواندهٔ برنشتاین (آلمان) هست.